# SFH 18榴彈砲
sFH 18（德語：schwere Feldhaubitze 18）榴彈砲，德軍暱稱“Immergrün”（長青樹），為納粹德國在第二次世界大戰中的主力重型榴彈砲，每個步兵師皆配置了12門作為師重火力支援。雖然實際口徑只有149.1公厘，但是因為前身sFH 13榴彈砲也是同口徑以15公分命名，因此延續這種命名方式。

## 簡介
此裝備於1920年代後期開始開發，預定取代當時已經過時的sFH 13榴彈砲；為了逃避國際監視，德國一方面採多公司合作（砲架以及底盤為克虜伯研發，炮身為萊因金屬公司製造），另一方面以18年式命名，讓國際間認為此裝備是大戰結束前設計以迴避凡爾賽條約的限制。
此裝備於1930年代初期研發完成，1933年完成測評進入量產，於1935年5月23日開始在德國國防軍服役 ，隨後在希特勒擴軍政策下量產，成為二戰前德軍陸上重火力支援裝備的代表。至二戰結束，長達十年的量產中其生產高峰期為1944年的2,295門。，在戰爭結束停產前德國總共生產了6,756門sFH 18。為了增產，sFH 18授權給多家廠商製造，包括位於柏林的施普雷公司、奧格斯堡的MAN、Cieplice Śląskie-Zdrój的Füllnerwerk公司、在斯洛伐克瓦赫河畔杜布尼察的斯柯達等廠商，若將國外副廠量產納入，sFH 18總量產可能超過7,400門。在1944年的資料，每製造一門sFH 18大約需耗費9個月、5,500工時。
| sFH 18歷年產量 |        |      |      |      |      |      |       |      |            |
| 年份           | 開戰前 | 1939 | 1940 | 1941 | 1942 | 1943 | 1944  | 1945 | 總數（門） |
| 生產量         | 1,353  | 190  | 580  | 516  | 636  | 785  | 2,295 | 401  | 6,756      |

在德國軍隊中，sFH 18納編給師級單位所屬之炮兵團。步兵師編制12門、裝甲師則是8門，另外4門是配賦射程更長的10.5 cm sK 18榴彈炮。
雖然德國在戰爭中大量採用這門火炮，但是與各國的主力榴彈砲相比sFH 18不能算是優秀裝備，蘇聯主力火砲A-19式122公厘榴彈砲最大射程可達20公里，即使是口徑接近ML-20式152公厘榴彈砲的射程也有17公里，明顯的射程劣勢使得德國面對蘇聯炮兵無法有效回擊；由於德國在開發此砲後之後研發的新型大口徑榴彈砲都不成功，為了增長sFH 18的射程，因此在1941年設計出火箭推進榴彈（15 cm R. Gr. 19 FES）並配發至前線，此砲也是世界上第一款使用火箭推進榴彈的榴彈砲，不過使用火箭推進榴彈一方面程序繁瑣，另一方面準確率不高，雖然可以增加3000公尺的射程，因此配發後不受好評而快速的退出第一線。
除了火箭推進榴彈以外，後續改良仍回歸至炮身以及裝藥的改進。藉由特殊7號以及8號裝藥，sFH 18的射程成功延伸至15公里，但是伴隨而來的後座力增加以及磨損問題使得研發廠商在火炮上安裝砲口制退器以及更改炮身製造工序以符合火炮壽命需求，新造的火炮被賦予sFH 18M之代號並成為後期德國陸軍炮兵主力。

雖然說sFH 18是為了閃擊戰之需求而設計製造，但是一方面德國自身機械化能量不足不可能讓火炮通通使用半履帶車拖曳，因此真正上戰場不少sFH 18還是使用馬拖弋因此推進速度無法追上真正的機械化部隊，為了改良在1936年曾製造出以輕合金作為炮架結構的sFH 36，雖然整體重量減輕到3450公斤，但是因成本與資材取得不易因此並未大量佈署；加上sFH 18並沒有安裝懸吊系統，就算用機械車輛拖弋時速仍然無法讓德軍滿意，所以sFH 18在戰爭中期也積極的進行自走化開發安裝至車輛上，1942年德國將sFH 18搬到三號坦克以及四號坦克的底盤上並量產這款自走砲，這款自走砲被稱為野蜂式自走砲。
戰後，大量sFH 18作為戰利品服役於阿爾巴尼亞、保加利亞與捷克陸軍中，捷克陸軍的sFH 18砲管口徑被磨成15.2公分以符合紅軍的彈藥口徑，此種改變口徑的火炮編號為vz 18／46。大部分的sFH 18家族在1960年代以降便被下一代榴彈砲取代，然而芬蘭陸軍在1940年購買的150 H/40，有42門由芬蘭的Vammas Oy公司在1988年實施現代化改裝，更換39倍徑的15.2公分砲管並更名為152 H 88，這批火炮服役到2007年才退役，為sFH 18家族中最晚除役的一批。

## 衍生型
sFH 18
標準型
sFH 18/32L
中華民國特製版，雖然外表與sFH 18類似，但是為了安裝32倍徑炮身使得內部設計有做過一定變更，在標準7號裝藥下最大射程增加到15公里
sFH 18M
1942年後量產的修改型，由於高裝藥炮彈的磨損超乎想像，因此安裝了砲口制退器以及砲管清膛器
sFH 18/40
將sFH 40的炮身安裝至sFH 18的砲架上的混種砲，在二戰結束之後修改為口徑152公厘
sFH 18/43-

## 使用國家
- 阿尔巴尼亚 - 戰後接收德國戰利品
- 保加利亚 - 戰後接收德國戰利品
- 捷克斯洛伐克 - 戰後接收德國戰利品
- 芬兰 - 購買48門，這批經過改裝稱為 150 H/40
- 納粹德國
- 義大利 - 義大利將此裝備稱為Obice da 149/28
- 葡萄牙 - 戰後接收德國戰利品
- 南斯拉夫 - 戰後接收德國戰利品
- 中華民國 - 購買48門，實際獲得數量為44門，其中24門為32倍徑型，被称作“三十二倍径十五厘米口径重榴弹炮”，简称“三十二倍十五榴”。

国民政府的德国军事总顾问、德国前国防部长塞克特是这次军火采购的中间人，也是最初的建议者。1933年6月，塞克特在给蒋介石的建议书中写道：“‘九一八事变’后，日本窥伺中国，若无相对炮兵与之抗衡，在未来抗日战争中防御和获胜的可能性将微乎其微，如不加强训练和供应足够的武器配备，将来在战场上势必遭受严重损失甚至溃不成军。”民國23年向德國莱茵金属採購32倍徑型24門，並由中方人員監造。根据“1934年德国军火输华数值统计表”，国民政府当年向德国订购了总价值折合中国法币3507万元的军火。而一门“三十二倍十五榴”配备1000发炮弹，每套价格要87万元，总价2088万元。也就是说，这批重榴炮的金额就占了全部军火采购额的六成。民國24年後陸續交運，並編成砲兵第十團，轄三營每營二連，每連四砲，連每砲由韓謝爾Typ33G1載重車拖曳，另有二輛同型車做為彈藥車，該團為軍委會戰略預備隊之一，在淞滬會戰初期即投入對日軍上海海軍特別陸戰隊的圍攻，但因火力無法破壞加固要塞因此支援效用不足。淞沪抗战撤退时，2营车队在上海郊外方家窑附近的一座公路桥前被守桥部队第1师第2旅第4团第1营（营长贾亦斌）拦下来：桥上埋设了地雷，大炮无法通过。团长彭孟缉下令把該營的火炮推下河避免資敵。1938年初，炮兵第10团在武汉地区进调整，1营和3营分别拨出1门和4门炮补充2营。随后，炮10团被拆散以营为单位配属给3个战区。拥有7门炮的一营最先被配给汤恩伯第20军团，1938年3月中旬驰援第五战区。《李宗仁回忆录》称：“该军团装备齐全，并配属十五生的德制重炮一营，为国军中的精华。”一营参加了台儿庄大战、徐州会战、豫东战役。台儿庄战役期间负责运河南岸防务的110师师长张轸回忆：“本师未经严格之训练而装备又差，居然担负如此重任，所恃者，拨归我指挥的有十五生(厘米)的榴弹炮及七点五生(厘米)的野炮各一营。”豫东战役结束后，1营撤回武汉，与2营一起参加了武汉保卫战。1939年一营调拨给第四战区，桂南會戰時擔任戰區戰略預備隊，無投入作戰。一营转战各地，参战众多，却都没有留下详细的战绩。配属给第十战区的炮10團第三营的4門sFH 18/32L，因在潼关戰役中發揮可靠防禦戰力使該營的“三十二倍十五榴”作戰紀錄得以確認。炮二營sFH 18/32L可考證的數量至少有5門，佈署在第九战区，第三次长沙会战中在嶽麓山構成日軍沉重打擊的砲兵群中sFH 18/32L有著重要角色。
由於sFH 18使用頻繁，在中國服役到1940年代時砲彈庫存幾乎用盡，在1944年時國民政府從同盟國獲得一批在北非戰場繳獲的德造150公厘砲彈，補充庫存。在民國三十三年（1944）中国远征军發起的滇西緬北戰役中，炮二營從第九戰區轉移到雲南戰場，在松山战役對日軍防禦要塞群進行攻擊，但因為炮管壽命問題在作戰中炮5連所操作的3號炮曾發生膛炸。滇西緬北戰役後，砲十團編制火炮換用美援105榴炮，裝備繳解。
除了砲十團，另一支使用sFH 18的單位為砲兵第十四團。民國二十六年抗戰爆發後，向德緊急訂購24門，由於需求緊急，德方直接以自用sFH18交運，但實到20門，編成砲兵第十四團，但編裝改為轄三營各三連，每連二砲，全團18門。餘二門則撥給砲十團補充損失，亦重編為相同編制，全團也是16+2門。sFH18亦是配屬韓謝爾Typ33G1越野載重車拖曳，只是外型類似Sd.Kfz.7半履帶車。砲十四團同樣為軍委會戰略預備隊，其第一營在崑崙關戰役時配屬給國民革命軍第五軍強化曲射支援火力。
现存2门“三十二倍十五榴”遗存下来：一门在军博，是1949年上海战役缴获，一门在锦州市辽沈战役纪念馆。